# Pregnana Milanese
Pregnana Milanese é uma comuna italiana da região da Lombardia, província de Milão, com cerca de 5.989 habitantes. Estende-se por uma área de 4,93 km², tendo uma densidade populacional de 1215 hab/km². Faz fronteira com Rho, Pogliano Milanese, Vanzago, Cornaredo, Sedriano, Bareggio.

## Demografia
| Variação demográfica do município entre 1861 e 2011                               |
|                                                                                   |
| Fonte: Istituto Nazionale di Statistica (ISTAT) - Elaboração gráfica da Wikipedia |